# Wilhelm Tuschen
Wilhelm Tuschen (* 22. Mai 1903 in Hörde bei Dortmund; † 21. Juni 1961 in Andernach) war ein römisch-katholischer Geistlicher und Weihbischof im Erzbistum Paderborn.

## Leben

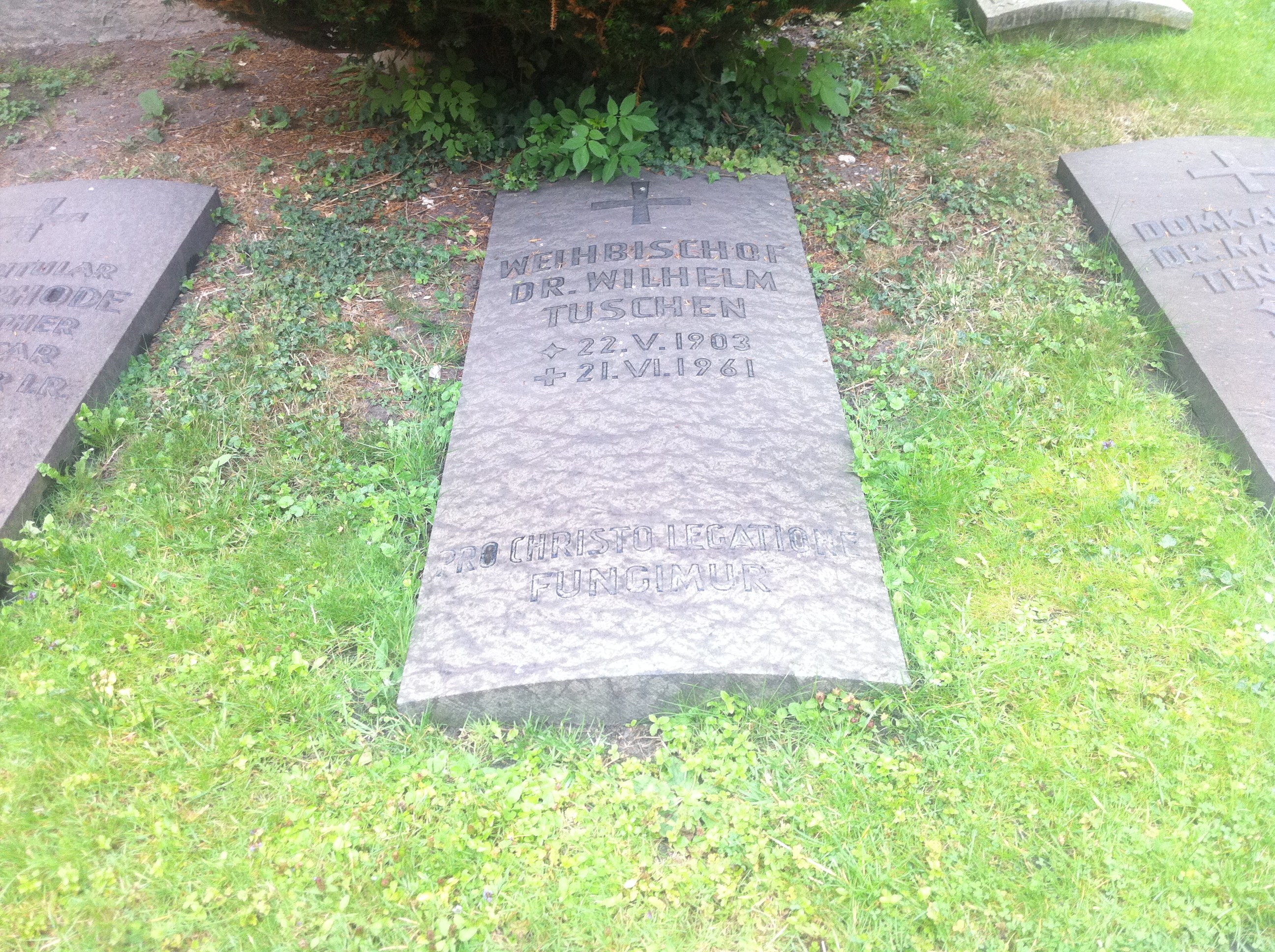
Grabstätte von Wilhelm Tuschen

Wilhelm Tuschen absolvierte nach dem Abitur zunächst eine Banklehre und studierte anschließend drei Semester Jura. Seit 1924 war Tuschen Mitglied der katholischen Studentenverbindung K.D.St.V. Hohenstaufen Freiburg. Ab 1925 studierte er in Paderborn und Freiburg Katholische Theologie. Er empfing am 5. April 1930 das Sakrament der Priesterweihe. Bis 1944 war er als Vikar in Herne und Dortmund tätig, unterbrochen von einem Einsatz als Auslandsseelsorger in Lateinamerika in den Jahren 1934/35.
Nach kurzer Zeit als Pfarrer wurde er 1947 Regens am Paderborner Priesterseminar. 1951 promovierte er in Freiburg mit einer Arbeit über den Propheten Amos zum Doktor der Theologie und wurde mit Wirkung vom 1. Januar 1952 vom Paderborner Erzbischof Lorenz Jaeger zum Generalvikar ernannt.
Am 21. August 1958 ernannte ihn Papst Pius XII. zum Weihbischof in Paderborn und Titularbischof von Antipyrgos. Die Bischofsweihe empfing Tuschen am 29. September desselben Jahres von Erzbischof Jaeger. Mitkonsekratoren waren Bischof Franz Hengsbach von Essen und Bischof Heinrich Maria Janssen von Hildesheim.
Die Bildhauerin Hildegard Domizlaff schuf anlässlich der Bischofsweihe Ring und Bischofsstab für Weihbischof Wilhelm Tuschen. Nach seinem frühen Tod erhielt der Paderborner Weihbischof Paul Nordhues Ring und Stab.
Wilhelm Tuschen starb 1961 und wurde auf dem Kapitelsfriedhof in Paderborn beigesetzt.